# Швиц, Роджер Лоуренс
Роджер Лоуренс Швиц (англ. Roger Lawrence Schwietz; род. 3 июля 1940, Сент-Пол, штат Миннесота, США) —  прелат Римско-католической церкви, 7-й епископ Дулута, 3-й архиепископ Анкориджа.

## Биография
Роджер Лоуренс Швиц родился в Сент-Поле, штат Миннесота, 3 июля 1940 года. Принял монашеский постриг, вступив 15 августа 1961 года в конгрегацию миссионеров-облатов Пресвятой и Непорочной Девы Марии. Обучался в Оттавском университете, где в 1964 году получил степень магистра искусств. Продолжил образование в Университете Лойолы, где в 1972 году получил степень магистра в консультативной психологии.
Рукоположен в священники в Риме 20 декабря 1967 года. В 1968 году получил степень лиценциата сакрального богословия в Папском Григорианском университете. С 1975 по 1978 год служил в приходе Святого Фомы Аквинского в городе Интернашенал-Фолс. Затем был назначен директором семинарского колледжа Крейтонского университета.
12 декабря 1989 года римский папа Иоанн Павел II номинировал его в епископы Дулута. Епископскую хиротонию 2 февраля 1990 года в соборе Пресвятой Девы Марии Святого Розария в Дулуте совершил архиепископ Джон Роуч, которому сослужили епископы Роберт Бромвич и Майкл Пфайфер. В 1998 году Роджер Лоуренс Швиц стал почётным доктором гуманитарных наук университета Льюиса.
18 января 2000 года тот же римский папа номинировал его в архиепископы Анкориджа. Взошёл на кафедру 3 марта 2001 года. В августе 2005 года он подвергся критике со стороны католиков-традиционалистов, когда отказался разрешить священнику-монаху Эндрю Шимаковски, С.Б.С.П. служить тридентскую мессу в приходе на территории архидиоцеза.
С 1991 года является епископальным модератором движения «Встреча подростков со Христом». 2 октября 2006 года Гусман Каррикири, заместитель председателя Папского совета по делам мирян, встретился с архиепископом, который представил движение «Встреча подростков со Христом» в курии дикастерии. Служил ответственным за связь с епископами в I регионе в Национальной ассоциации католических капелланов США.
В Конференции католических епископов США служил консультантом в литургическом комитете (1991 — 1994), был членом (1992 — 2004) и председателем (избран в 1998) в вокационном комитете. Также был членом Комитета по делам мирян (1995 — 1998) и председателем его Подкомитета по делам молодёжи (1993 — 1998). В 2002 году был назначен Региональным представителем в Совете Американского колледжа в Лёвене, Бельгия.
C 16 января 2008 по 19 января 2009 года исполнял обязанности апостольского администратора епархии Джуно. С 20 сентября 2013	по 15 декабря 2014 года исполнял обязанности апостольского администратора епархии Фэрбанкса. По достижении соответствующего возраста подал прошение об уходе на покой. Его прошение было удовлетворено римским папой Франциском 4 октября 2016 года. До вступления на кафедру своего преемника 9 октября 2016 года исполнял обязанности апостольского администратора архиепархии Анкориджа.